# リンドシェーバー
リンドシェーバー（欧字名:Lindo Shaver、1988年3月3日 - 2016年10月14日）は、日本の競走馬、種牡馬。
1990年のJRA賞最優秀3歳牡馬。同年の朝日杯3歳ステークス（GI）優勝馬である。

## 生涯

### デビューまで
ベーシィドは、アメリカで生産された父クールムーンの牝馬である。競走馬として55戦23勝。1982年から1983年にかけて、アクサーベンクイーンズハンディキャップ（G3）を連覇した。引退後は、繁殖牝馬となり、初年度のアリダーと交配。1987年に初仔となる牡馬を生産する。2回目の種付けも、アリダーと交配。1988年3月3日、アメリカで2番仔となる鹿毛の牡馬（後のリンドシェーバー）が誕生する。2番仔は、キーンランドの幼駒セリに出場、52万5千ドルで落札され、日本の株式会社デルマークラブの所有馬となった。
2番仔が2歳となった1989年12月、日本に渡る。検疫を経て直接、下総トレーニングセンターに移動。下総の場長萩原一二三によれば「トシひとつ食ってる感じでしたね。実に堂々としてて、とても2歳とは思えませんでした。」と語っている。また、輸入直後は大抵の馬は落ち着きのなく、馬運車を降りることは難しいものだが、この2番仔はスムーズに下車することができたという。
2番仔は、美浦トレーニングセンターの元石孝昭調教師の管理馬となり「リンドシェーバー」という競走馬名が与えられた。リンドシェーバーは3歳となった1990年3月に厩舎に入厩する。夏には、札幌競馬場に遠征した。

### 競走馬時代

#### 3歳（1990年）
1990年7月8日、遠征先の札幌芝1200メートルの新馬戦に、的場均が騎乗し1番人気でデビュー。8馬身差をつけて初勝利を挙げる。的場は「二の脚はケタ違い」と評していた。続いて函館競馬場に移り、クローバー賞（OP）を、2番手から直線で抜け出し、ノーザンドライバーにクビ差をつけて勝利し、連勝とする。9月23日、函館3歳ステークス（GIII）で重賞初出走。不良馬場と、追い切り後のソエ（骨膜炎）から十分に走れなかった。ミルフォードスルーを前に置く2番手で追走。直線で追ったが逃げ切りを許し、半馬身差の2着となった。その後は本州に帰還して、長期休養となり、12月の朝日杯3歳ステークス（GI）に直行することになった。この休養の間に、ソエも解消したという。

12月9日の朝日杯3歳ステークス（GI）に出走、単勝オッズ4.3倍の1番人気に推される。無敗の3戦3勝、新潟3歳ステークス、京成杯3歳ステークスを連勝し臨むビッグファイトが4.5倍、以下ダイナマイトダディとブリザードが5倍台、レガシーオブゼルダが7倍台、サクラハイスピードが8倍台と続いて混戦となった。
スタートから4番手、好位から位置を下げたビッグファイトと並んで追走した。1000メートル通過が57.7秒というハイペースで流れ、後方有利な展開となったが、リンドシェーバーは位置を上げた。最終コーナーを2番手で通過、直線では坂を登り切ったところで、逃げ馬をかわして抜け出した。ビッグファイトなどが並びかけてきたが、残り50メートルで再び勢いつき、突き放した。後方に1馬身半差をつけて先頭で入線。GI初勝利となった。走破タイム1分34秒0は、1976年マルゼンスキーが記録した1分34秒4を0.4秒上回る、3歳コースレコード並びにレースレコードとなった。
この年は、東西の3歳GIの両方が、性別分け隔てなく出走できる最後の年だった。東西GI優勝馬がいずれも牡馬になることも多数あり、JRA賞最優秀3歳牡馬の選考で、その優劣を決めることが、毎年のように行われていた。この年の関西、阪神3歳ステークスは、イブキマイカグラが優勝。3歳戦の強さからかつて「テンポイントの再来」と称されたサッカーボーイのレースレコードを、0.1秒上回る1分34秒5を記録していた。東西レコード決着同士のJRA賞争いとなったが、全180票中147票を集めたリンドシェーバーが受賞、イブキマイカグラは23票に留まった。

##### マルゼンスキーとの比較
リンドシェーバーの評価は、マルゼンスキーのレコードを更新したことにより、大きく高まった。マルゼンスキーは、大差勝ちを見せて世代トップの評価を得て、クラシック参戦を熱望されたものの、持込馬のために叶わなかった経緯があり、同等に扱われる外国産馬のリンドシェーバーも、クラシック出走は認められていなかった。JRAの東西のハンデキャッパーが定める「フリーハンデ」では、世代首位となる「56」を獲得。これはマルゼンスキーの同時期「57」に次ぐ格付けであり、前年にマルゼンスキーと同タイムで優勝し、後に東京優駿（日本ダービー）を勝利するアイネスフウジンの「55」を上回るものであった。
世代首位の馬のクラシック不参加という状況に、マルゼンスキーを想起する声も多くあった。翌1991年2月末になると、クラシック勢との対決を実現させようという機運が高まり、JRAや馬主会の協力も取り付けたうえで、リンドシェーバーと東京優駿（日本ダービー）優勝馬の2頭によるマッチレースが企画されるほどであった。マッチレース開催の条件は、リンドシェーバーが出走を予定し、クラシック勢と戦うことができる弥生賞を勝利した場合であったという。

#### 4歳（1991年）
3歳時の走りから、現役の競走馬、それもまださらなる大タイトル獲得の可能性があるにもかかわらず、総額9億円の種牡馬シンジケートが結成された。これは既に父アリダーが早世しており、希少性が生じた血統背景を持つ活躍馬に注目が集まったためであった。阿部珠樹によれば、種牡馬としての期待の大きさから、4歳一杯、この年限りでの引退だろうと推し量ることができたという。
この年の初めの目標を、皐月賞のトライアル競走で、世代の有力馬が集まる弥生賞に据え、1991年2月2日のヒヤシンスステークス（OP）で始動。4馬身差をつけて勝利、連勝とした。続いて3月3日、目標の弥生賞（GII）に出走する。イブキマイカグラの始動戦でもあり、リンドシェーバーとイブキマイカグラという東西GI優勝馬の直接対決が実現。この2頭に単枠指定制度が適用された。人気はリンドシェーバーが1.6倍、イブキマイカグラが4.3倍。それ以降は、7倍、9倍と続いていた。
スタートから3番人気サンゼウスがハナを奪って逃げ、それに次ぐ2番手に位置。対するイブキマイカグラは中団後ろにいた。サンゼウスがペースを上げるに従い、リンドシェーバーも後れを取らずに追走。先頭と2番手は後続を大きく離して、第3コーナーを通過した。最終コーナーでは、リンドシェーバーがサンゼウスを追い越し、直線に進入。早めに仕掛けて押し切りを狙うも、後方外から追い上げてきたイブキマイカグラに残り50メートル地点で並ばれた。2頭は馬体を併せて競り合いながら入線、寸前でイブキマイカグラがクビ差かわしており、リンドシェーバーは2着に敗れた。直線の争いでは、リンドシェーバー騎乗の的場、イブキマイカグラ騎乗の南井克巳がそれぞれ「最後の直線コースで外側に斜行」したことで、的場には1万円、南井には3万円の過怠金が課されている。この敗戦により、東京優駿（日本ダービー）優勝馬とのマッチレースも立ち消えとなった。
その後は、外国産馬の出走できるマイル路線に転進。4月のクリスタルカップ出走を予定したが、調整過程で骨折し戦線を離脱した。一時は復帰も検討されたが、11月に断念して、競走馬を引退する。

### 種牡馬時代
1992年から日高スタリオンステーションにて種牡馬として供用された。初年度は60頭の繁殖牝馬と交配。その後は毎年約70頭以上と交配し、ピークの2000年には139頭を集めた。56頭を集めた2006年にシンジケートを解散。翌2007年以降は、9頭と交配数が落ち込んだ。2008年からは、北海道幕別町のJBBA日本軽種馬協会十勝種馬場に移動。2011年の交配を最後に種牡馬を引退する。その後は、公益財団法人ジャパン・スタッドブック・インターナショナルの引退名馬繋養展示事業の助成を受けて余生を過ごした。2016年10月14日、老衰のために、28歳で死亡する。

## 競走成績
以下の内容は、netkeiba.comおよびJBISサーチの情報に基づく。
| 競走日     | 競馬場 | 競走名       | 格   | 距離 （馬場） | 頭 数 | 枠 番 | 馬 番 | オッズ （人気） | 着順 | タイム （上り3F） | 着差 | 騎手    | 斤量 [kg] | 1着馬 （2着馬）        | 馬体重 [kg] |
| ---------- | ------ | ------------ | ---- | ------------- | ----- | ----- | ----- | --------------- | ---- | ----------------- | ---- | ------- | --------- | ---------------------- | ----------- |
| 1990.07.08 | 札幌   | 3歳新馬      |      | 芝1200m（良） | 6     | 5     | 5     | 01.4（1人）     | 01着 | 01:11.5（36.7）   | -1.3 | 0的場均 | 53        | （グレンワカタケ）     | 484         |
| 0000.08.26 | 函館   | クローバー賞 | OP   | 芝1200m（不） | 11    | 3     | 3     | 01.8（1人）     | 01着 | 01:12.6（38.6）   | -0.1 | 0的場均 | 53        | （ノーザンドライバー） | 484         |
| 0000.09.23 | 函館   | 函館3歳S     | GIII | 芝1200m（不） | 11    | 3     | 3     | 02.7（1人）     | 02着 | 01:12.8（38.2）   | -0.1 | 0的場均 | 53        | ミルフォードスルー     | 476         |
| 0000.12.09 | 中山   | 朝日杯3歳S   | GI   | 芝1600m（良） | 13    | 5     | 7     | 04.3（1人）     | 01着 | 01:34.0（36.0）   | -0.2 | 0的場均 | 54        | （ビッグファイト）     | 478         |
| 1991.02.02 | 東京   | ヒヤシンスS  | OP   | 芝1400m（良） | 8     | 5     | 5     | 01.2（1人）     | 01着 | 01:22.3（35.5）   | -0.7 | 0的場均 | 58        | （ニホンピロラック）   | 482         |
| 0000.03.03 | 中山   | 弥生賞       | GII  | 芝2000m（良） | 10    | 5     | 5     | 01.6（1人）     | 02着 | 02:01.7（37.4）   | -0.0 | 0的場均 | 55        | イブキマイカグラ       | 476         |

## 種牡馬成績
以下の情報は、JBISサーチの情報に基づく。
| 種付年度 | 種付頭数 | 生産頭数 | 血統登録頭数 | 出走頭数 | 勝馬頭数 | 重賞勝馬頭数 | AEI  | CPI  |
| -------- | -------- | -------- | ------------ | -------- | -------- | ------------ | ---- | ---- |
| 1992     | 60       | 46       | 46           | 40       | 27       | 1            | 2.35 |      |
| 1993     | 65       | 49       | 49           | 42       | 27       | 1            | 1.39 |      |
| 1994     | 96       | 71       | 71           | 60       | 43       | 1            | 1.03 |      |
| 1995     | 82       | 65       | 64           | 51       | 35       | 2            | 1.18 |      |
| 1996     | 79       | 58       | 59           | 54       | 39       | 2            | 0.93 |      |
| 1997     | 104      | 77       | 73           | 64       | 49       | 2            | 0.81 |      |
| 1998     | 73       | 49       | 49           | 46       | 30       | 1            | 0.94 |      |
| 1999     | 113      | 85       | 83           | 72       | 54       | 4            | 1.06 |      |
| 2000     | 139      | 101      | 99           | 91       | 62       | 3            | 0.71 |      |
| 2001     | 82       | 61       | 60           | 51       | 26       | 1            | 0.53 |      |
| 2002     | 64       | 51       | 49           | 43       | 21       | 2            | 0.61 |      |
| 2003     | 83       | 56       | 54           | 42       | 26       | 0            | 0.59 |      |
| 2004     | 84       | 60       | 54           | 45       | 34       | 0            | 0.38 |      |
| 2005     | 78       | 50       | 46           | 36       | 29       | 1            | 0.39 |      |
| 2006     | 56       | 41       | 39           | 31       | 18       | 0            | 0.28 |      |
| 2007     | 9        | 6        | 6            | 6        | 5        | 0            | 0.88 |      |
| 2008     | 6        | 5        | 5            | 4        | 1        | －           | 0.04 |      |
| 2009     | 10       | 7        | 7            | 4        | 2        | 0            | 0.07 |      |
| 2010     | 8        | 4        | 4            | 4        | 2        | 0            | 0.19 |      |
| 2011     | 4        | 2        | 2            | 1        | 1        | 0            | 0.07 |      |
| 合計     | 合計     | 合計     | 919          | 787      | 531      | 21           | 0.85 | 0.88 |

- 出走頭数、勝馬頭数、アーニングインデックス、コンパラブルインデックスは、平地競走に限る。

### 主な産駒

#### グレード制重賞優勝馬
- 1993年産
  - レインボークイーン（クイーンステークス）[29]
- 1996年産
  - オンワードセイント（エンプレス杯）[30]
- 1997年産
  - サイコーキララ（報知杯4歳牝馬特別）[31]
- 1998年産
  - ルスナイクリスティ（ファルコンステークス）[32]
- 2000年産
  - ギャラントアロー（ファルコンステークス、スワンステークス）[33]
- 2001年産
  - メイショウムネノリ（兵庫チャンピオンシップ）[34]

#### 地方重賞優勝馬
- 1994年産
  - フジノジーニャス（サラブレッド大賞典、あすなろ賞【金沢】）[35][36]
- 1995年産
  - キングフィーバー（とちぎ大賞典、太平記記念、ばん阿賞）[37]
- 1996年産
  - キタノダイマジン（クラウンカップ）[38]
- 1997年産
  - レインボーリバティ（ゴールドカップ）[39]
- 1998年産
  - マルハチマエストロ（南部駒賞）[40]
- 1999年産
  - サルサクイーン（東京プリンセス賞）[41]
- 2000年産
  - カネトシパッション（姫山菊花賞）[42]
  - ブラシャンボール（新緑賞）[43]
  - ローマンキング（野菊賞）[44]
- 2001年産
  - サンマルアンサー（道営記念、瑞穂賞、ノースクイーンカップ）[45]
  - セトノシェーバー（兼六園ジュニアカップ、新春ペガサスカップ）[46]
- 2002年産
  - スマートシェーブ（南部駒賞）[47]
- 2003年産
  - シルクウィザード（福山スプリントカップ）[48]
- 2006年産
  - アグリヤング（福山2歳優駿、福山市長杯ヤングチャンピオン、若駒賞、キングカップ、福山ダービー、福山チャンピオンシップ、鞆の浦賞）[49]

### ブルードメアサイアーとしての産駒

#### グレード制重賞優勝馬
太字強調は、GI級競走
- 2000年産
  - オースミハルカ（府中牝馬ステークス、クイーンステークス2回、チューリップ賞）[50]
- 2002年産
  - フィールドルージュ（川崎記念、名古屋グランプリ）[51]
  - オースミグラスワン（新潟大賞典2回）[52]
- 2004年産
  - マコトスパルビエロ（名古屋グランプリ、日本テレビ盃、マーキュリーカップ、マーチステークス）[53]
- 2014年産
  - サルサディオーネ（日本テレビ盃、マリーンカップ、クイーン賞、スパーキングレディーカップ、*報知グランプリカップ、*スパーキングサマーカップ、さきたま杯）[54]

#### 地方重賞優勝馬
- 2000年産
  - レオカーディナル（名古屋記念）[55]
- 2001年産
  - サンアトム（九州ダービー栄城賞）[56]
- 2002年産
  - シールビーバック（サマーカップ、読売レディス杯、オータムスプリントカップ）[57]
- 2003年産
  - オリオンザクロノス（吉野ヶ里記念）[58]
- 2006年産
  - シンワコウジ（尾張名古屋杯、名港盃）[59]
- 2008年産
  - オオエライジン（兵庫若駒賞、兵庫大賞典2回、園田ジュニアカップ、園田ユースカップ、兵庫ダービー、黒潮盃、岐阜金賞、報知オールスターカップ、園田金盃）[60]
- 2009年産
  - エンジェルツイート（平和賞、東京2歳優駿牝馬）[61]
- 2010年産
  - ミータロー（北海優駿）[62]

#### その他
- 2014年産
  - ファイナルボス（파이널보스/Final Boss）（コリアンダービー、韓国ブリーダーズカップ）

## 血統表
| リンドシェーバーの血統            | リンドシェーバーの血統                      | リンドシェーバーの血統                      | （血統表の出典）                            | （血統表の出典） |
| 父系                              | レイズアネイティヴ系                        | レイズアネイティヴ系                        | レイズアネイティヴ系                        | [ § 2 ]          |
| 父 Alydar 1975 栗毛               | 父の父Raise a Native 1961 栗毛              | Native Dancer                               | Polynesian                                  | Polynesian       |
| 父 Alydar 1975 栗毛               | 父の父Raise a Native 1961 栗毛              | Native Dancer                               | Geisha                                      |                  |
| 父 Alydar 1975 栗毛               | 父の父Raise a Native 1961 栗毛              | Raise You                                   | Case Ace                                    | Case Ace         |
| 父 Alydar 1975 栗毛               | 父の父Raise a Native 1961 栗毛              | Raise You                                   | Lady Glory                                  |                  |
| 父 Alydar 1975 栗毛               | 父の母Sweet Tooth 1965 鹿毛                 | On-and-On                                   | Nasrullah                                   | Nasrullah        |
| 父 Alydar 1975 栗毛               | 父の母Sweet Tooth 1965 鹿毛                 | On-and-On                                   | Two Lea                                     |                  |
| 父 Alydar 1975 栗毛               | 父の母Sweet Tooth 1965 鹿毛                 | Plum Cake                                   | Ponder                                      | Ponder           |
| 父 Alydar 1975 栗毛               | 父の母Sweet Tooth 1965 鹿毛                 | Plum Cake                                   | Real Delight                                |                  |
| 母 *ベーシィド Bersid 1978 青鹿毛 | 母の父Cool Moon 1968 黒鹿毛                 | Nearctic                                    | Nearco                                      | Nearco           |
| 母 *ベーシィド Bersid 1978 青鹿毛 | 母の父Cool Moon 1968 黒鹿毛                 | Nearctic                                    | Lady Angela                                 |                  |
| 母 *ベーシィド Bersid 1978 青鹿毛 | 母の父Cool Moon 1968 黒鹿毛                 | Mamounia                                    | Chanteur                                    | Chanteur         |
| 母 *ベーシィド Bersid 1978 青鹿毛 | 母の父Cool Moon 1968 黒鹿毛                 | Mamounia                                    | Minaret                                     |                  |
| 母 *ベーシィド Bersid 1978 青鹿毛 | 母の母Polondra 1968 黒鹿毛                  | Dount King                                  | Determine                                   | Determine        |
| 母 *ベーシィド Bersid 1978 青鹿毛 | 母の母Polondra 1968 黒鹿毛                  | Dount King                                  | Kong                                        |                  |
| 母 *ベーシィド Bersid 1978 青鹿毛 | 母の母Polondra 1968 黒鹿毛                  | Strayed                                     | War Admiral                                 | War Admiral      |
| 母 *ベーシィド Bersid 1978 青鹿毛 | 母の母Polondra 1968 黒鹿毛                  | Strayed                                     | Summer Girl                                 |                  |
| 母系(F-No.)                       | (FN:23-b)                                   | (FN:23-b)                                   | (FN:23-b)                                   | [ § 3 ]          |
| 5代内の近親交配                   | Nearco 5×4=9.38% Bull Lea 5･5（父内）=6.38% | Nearco 5×4=9.38% Bull Lea 5･5（父内）=6.38% | Nearco 5×4=9.38% Bull Lea 5･5（父内）=6.38% | [ § 4 ]          |
| 出典                              | 1. 2. 3. 4.                                 | 1. 2. 3. 4.                                 | 1. 2. 3. 4.                                 | 1. 2. 3. 4.      |

- 半妹パーソナルファイル（父Private Account）の孫にアドマイヤコマンド（2008年青葉賞）、曾孫にシンティレーション（2025年小倉牝馬ステークス）。
- 半妹ポットアカデミー（父ロイヤルアカデミーII）の産駒にマクロプロトン（2005年スパーキングサマーカップ）とオーミアリス（2014年小倉2歳ステークス）。